# Landgrafen (Jena)
Der Landgrafen, Landgraf oder Landgrafenberg ist ein Berg, genauer der südlichste Ausläufer des Windknollen in Jena, im Stadtteil Jena-West. Er ist 280,8 m hoch (NHN) und wird im Süden von der Leutra begrenzt, die 1,6 km südwestlich des Landgrafen in Jena Paradies auf 140 m Höhe (NHN) in die Saale mündet. Letztere begrenzt den Landgraf wie den gesamten Windknollen im Osten.
Naturräumlich gehört der Berg zur Jenaer Scholle, die von der Saale durchschnitten wird und den östlichen Teil der Ilm-Saale Muschelkalkplatte am Rand des Thüringer Beckens bildet.
Die Benennung als Landgrafenberg erinnert an die Landgrafen von Thüringen. Der Überlieferung nach soll Landgraf Ludwig I. die Erschließung der Berghänge für den Weinbau befohlen haben. Während der Koalitionskriege wurde der Berg aufgrund seiner Bedeutung in der Schlachten bei Jena und des Übertritts des Herzogs von Sachsen-Weimar-Eisenach zum Rheinbund zu Ehren Napoleon Bonapartes in Napoleonsberg umbenannt.